# Torre Abd el Aziz (Sevilla)
La Torre de Abd al-Aziz es una torre almohade de forma hexagonal situada en la ciudad andaluza de Sevilla (España). Era uno de los vértices de la muralla de la ciudad, que enlazaba con las murallas de los palacios de esa zona, como el cercano Real Alcázar. Se le ha llamado también Torre del Homenaje, pero no por ser la torre central de una gran fortaleza, sino por una leyenda, no realidad histórica, que dice que ese fue el primer lugar donde ondeó el pendón castellano tras la conquista de la ciudad en 1248.

## Historia
Su nombre procede del emir Abd al-Aziz ibn Musa que residió en Ishbiliya (Sevilla) del 714 al 719. Esta torre se ubica en la actual esquina que conforma la avenida de la Constitución con la calle Santo Tomás.
Otro nombre que recibe, y más correcto, es el de Torre de Santo Tomás, ya que originalmente frente a ella se ubicaba el antiguo colegio dominico de Santo Tomás de Aquino, construido en 1516 por el arzobispo de Sevilla, Fray Diego de Deza
La muralla conectaba esta torre con la Torre de la Plata y con el Postigo del Carbón, continuando hacia el oeste hasta la Torre del Oro.
Puede, por tanto, que ambas torres (la de Abdelaziz y la del Oro), sean de la misma época (del siglo XIII). No obstante, en los años 2000 y 2001 se realizaron dos excavaciones, la del Patio de la Montería y la del Príncipe, a través de las que se supo que la torre de Abdelaziz formó parte del proceso de ampliación militar y defensiva que sufrió el Alcázar de Sevilla, por lo que, se cree, debió construirse a mediados del siglo XII.